# УРА (футбольный клуб)
УРА — угандский футбольный клуб из Кампалы. Основан в 1997 году. Выступает на Национальном стадионе, вмещающем 40 000 зрителей.

## Достижения
- Премьер-лига Уганды: 3

2006, 2007, 2009
- Кубок Уганды: 1

2005

## Международные
- Лига Чемпионов КАФ: 3

2007 — Preliminary Round
2008 — Preliminary Round
2010 — Preliminary Round
- Кубок конфедераций КАФ: 1

2006 — Первый раунд
- Кубок КАФ: 2

1996 — Первый раунд
1998 — Второй раунд
- Кубок обладателей Кубков КАФ: 1

1997 — Второй раунд